# Філіп фон Герніґ
Філіп Вільгельм фон Герніґ (нім. Philip Wilhelm von Hornick; іноді пишеться Hörnigk  або Horneck; 23 січня 1640 — 23 жовтня 1714) — німецький цивільний службовець, один із засновників теорії камералізму і прихильник економічної теорії меркантилізму.

## Економічна робота

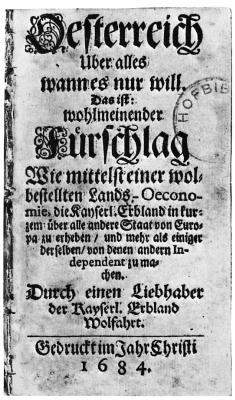
Книга Oesterreich uber alles wann es nur will, 1684

Фон Герніґ народився у Франкфурті-на-Майні і помер в Пассау. Він писав у той час, коли його країна постійно знаходилася під загрозою турецького вторгнення. У книзі «Österreich über alles, wann es nur will» (1684, «Австрія понад усе, якщо вона тільки сама схоче») він яскраво виклав принципи товарної політики на підставах меркантилізму. Він перерахував дев'ять принципів національної економіки.

«: (1) оглянути терени країни з найбільшою обережністю, і не залишити жоден клапоть землі неврахованим…
(2) Усі товари, які знаходяться в країні, які не можуть бути використані в їх природному стані, повинні бути перероблені в межах країни…
(3) слід приділити увагу чисельності населення, яке має бути настільки великим, наскільки країна може підтримати…
(4) золото і срібло, щойно вони опинились у країні, за жодних обставин не можуть залишати країну для будь-яких цілей…
(5) жителі повинні докласти всі зусилля, щоб впоратися зі своїми внутрішніми товарами…
(6) [іноземні товари повинні бути отримані не на золото або срібло, але в обмін на інші вітчизняні товари…
(7) …і повинні бути імпортовані в незавершеному вигляді, і перероблені всередині країни…
(8) день і ніч слід шукати можливості, щоб продати зайві для країни товари іноземцям у вигляді готових товарів…
(9) ні за яких обставин не можна дозволяти імпорт таких товарів, яких є достатній запас відповідної якості вдома».

Націоналізм, самодостатність і національна влада були основними засадами політики, яку він запропонував. Станом на 1784 р., вийшло 15 видань його книги.